# Grendon (Northamptonshire)
Grendon es un pueblo y una parroquia civil del distrito de Wellingborough, en el condado de Northamptonshire (Inglaterra).

## Demografía
Según el censo de 2001, Grendon tenía 477 habitantes (236 varones y 241 mujeres). 87 de ellos (18,24%) eran menores de 16 años, 345 (72,33%) tenían entre 16 y 74, y 45 (9,43%) eran mayores de 74. La media de edad era de 43,27 años. De los 390 habitantes de 16 o más años, 70 (17,95%) estaban solteros, 267 (68,46%) casados, y 53 (13,59%) divorciados o viudos. 242 habitantes eran económicamente activos, 236 de ellos (97,52%) empleados y otros 6 (2,48%) desempleados. Había 9 hogares sin ocupar, 197 con residentes y 3 eran alojamientos vacacionales o segundas residencias.
| 480                         | 517 | 597 | 622 | 595 | 558 | - | - | 542 | 536 | 412 | 416 | 381 | 414 | - | 366 | 346 |
| (Fuente: Vision of Britain) |     |     |     |     |     |   |   |     |     |     |     |     |     |   |     |     |